# 이충렬
이충렬 고려대 교육학과 출신으로 애니메이션 작업과 방송 다큐멘터리를 만들었다. 2008년 부산국제영화제에서 첫 장편 다큐멘터리영화 워낭소리로 다큐멘터리 대상인 "피프메세나" 상을 수상하였고, 한국 처음으로 선댄스영화제 다큐멘터리 경쟁부문에 진출하였다.

## 학력
- 광주대동고등학교
- 고려대학교 교육학과

## 감독 작품

### 영화
- 워낭소리 (2009년)
- 혜화, 동 (2010년)
- 마이 웨이(2011년)
- 매미소리(2021년)

## 수상
- 2010년 제7회 맥스무비 최고의 영화상 최고 작품상 (워낭소리)
- 2009년 제7회 실버독스 다큐멘터리영화제 시네마틱비전상 (워낭소리)
- 2009년 제16회 핫독스 다큐멘터리영화제 신인예술가상 (워낭소리)
- 2008년 제13회 부산국제영화제 다큐멘터리부문 피프메세나상 (워낭소리)
- 2009년 제45회 백상예술대상 영화부문 신인감독상 (워낭소리)